# Gul bauhinia

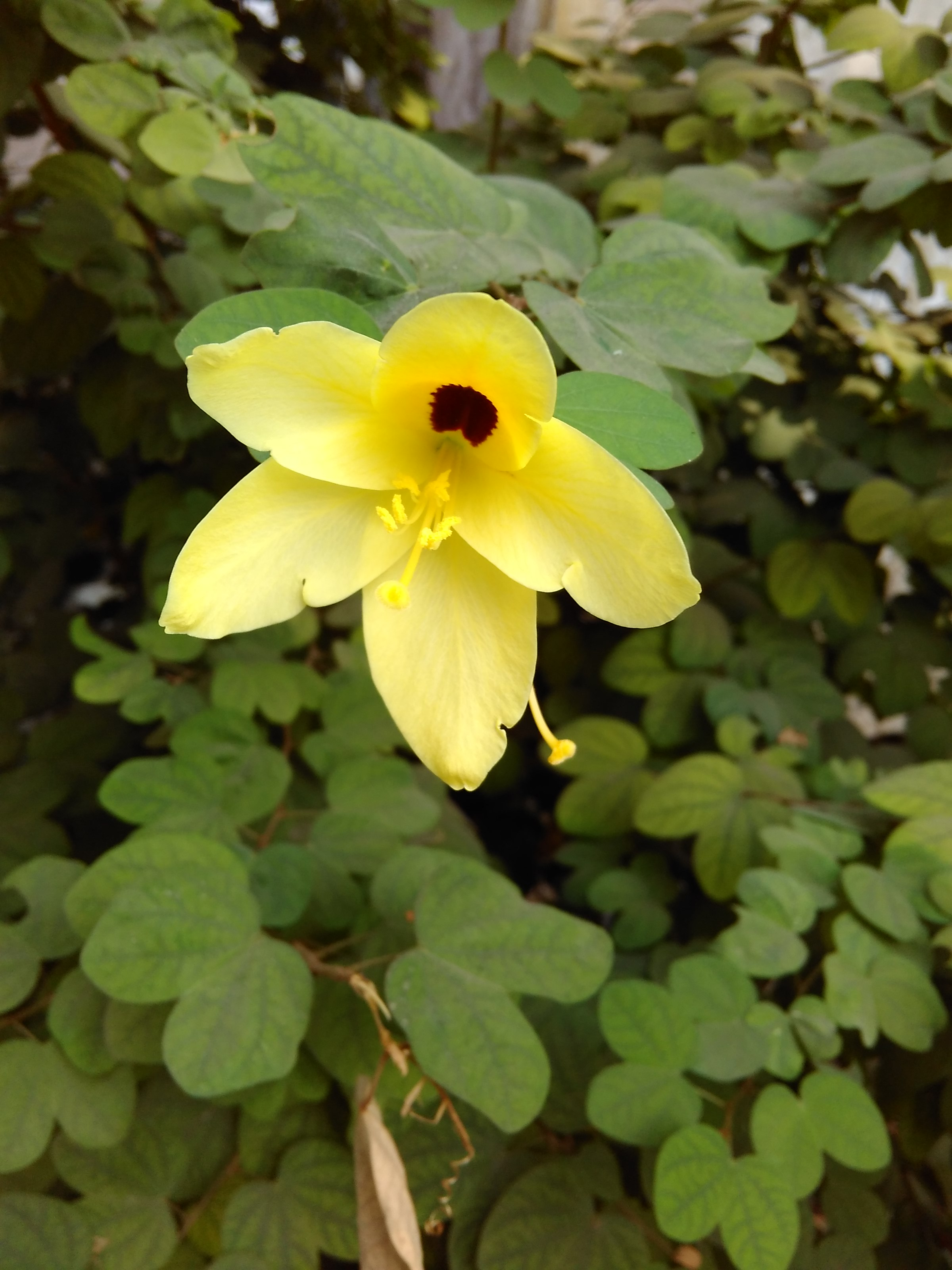
Gul bauhinia

Gul bauhinia (Bauhinia tomentosa) är en art i familjen ärtväxter från tropiska Afrika, Indien, Kina och sydöstra Asien. Arten är vanlig i parker och trädgårdar i varma länder.
Gul bauhinia är en buske eller flerstammigt träd med överhängande grenar. Bladen är delade till ungefär hälften. Blommorna är klocklika, gula, ofta med en rödbrun markering i mitten. Fruktbaljorna är vedartade, till 14 cm långa och täckta med sammetslika hår.

## Synonymer
- Alvesia bauhinioides Welw.[1]
- Alvesia tomentosa (Linné) Britton & Rose
- Bauhinia mucora Bolle
- Bauhinia pubescens DC.
- Bauhinia volkensii Taub.
- Bauhinia wituensis Harms
- Locellaria tomentosa (L.) A.Schmitz
- Pauletia tomentosa (L.) A.Schmitz[2]